# Автошлях Т 0608
Автошлях Т 0608 — автомобільний шлях територіального значення у Житомирській області. Пролягає територією Коростенського та Житомирського районів через Малин — Радомишль — Кочерів. Загальна довжина — 49,6 км.

## Маршрут
Автошлях проходить через такі населені пункти:
| Автошлях Т 0608     |        |
| Житомирська область |        |
| Коростенський район |        |
| Малин               |        |
| Ворсівка            |        |
| Житомирський район  |        |
| Мірча               |        |
| Красносілка         |        |
| Краснобірка         |        |
| Мала Рача           |        |
| Лутівка             |        |
| Радомишль           |        |
|                     | Т 1005 |
| Поташня             |        |
| Кочерів             | E40М06 |